# Murgháb
Murgháb (persky رود مرغاب‎) je řeka v Afghánistánu (provincie Fárjáb, Ghór, Bádghís) a v Turkmenistánu (provincie Mary). Je 978 km dlouhá. Povodí má rozlohu přibližně 46 900 km².

## Průběh toku
Pramení v pohoří Paropamis v Afghánistánu. Teče v úzké dolině mezi hřbety Bandí Turkestán a Safedkoh. V Turkmenistánu se dolina rozšiřuje a v poušti Karakum vytváří náplavový kužel (říční deltu).

### Přítoky
- zprava – Abikajsor
- zleva – Kašan, Kuška

## Vodní režim
Zdrojem vody jsou převážně sněhové srážky. Průměrný roční průtok vody u vesnice Tahta Bazar ve vzdálenosti 486 km od ústí činí přibližně 52 m³/s. Vyšších vodních stavů dosahuje od března do května a v zimě dochází k povodním. Průměrná kalnost dosahuje 4500 g/m³

## Využití
Využívá se v široké míře k zavlažování, k čemuž byl na dolním toku vybudován zavlažovací vějíř. Na řece bylo postaveno šest přehradních nádrží. Nad městem Mary do ní ústí Karakumský kanál. Leží na ní města Yolöten, Mary, Bajram-Ali.
Na řece byla postavena Hindúkušská vodní elektrárna.